# Пьяных, Иван Емельянович
Иван Емельянович Пьяных (1863 или 1865 — 21 февраля 1929) — крестьянин, революционер, депутат Государственной думы II созыва от Курской губернии, член Всероссийского учредительного собрания.

## Биография
Из крестьян деревни Васютино Средне-Расховской волости Щигровского уезда Курской губернии. Рано остался сиротой. По одним сведениям окончил начальную сельскую школу, по другим был полностью самоучкой. По собственному признанию, жил в достатке — семья имела стряпуху и работника. Женился в 18 лет. Занимался земледелием на участке площадью 20 десятин, по другим сведениям ко времени избрания в Думу у него было уже 38 десятин.

### Политическая и общественная деятельность
В 1903 примкнул к партии социалистов-революционеров. В 1905—1907 активно сотрудничал с Всероссийским Крестьянским союзом. В 1905 году организовал Васютинский комитет Крестьянского союза партии эсеров. Участвовал в создании других местных организаций союза в Щигровском уезде Курской губернии. Всего их было 37, и в них состояло 946 членов, а число сочувствующих достигало нескольких тысяч. Это была одна из самых крупных уездных организаций Крестьянского союза в Российской империи. Пьяных вёл агитацию, распространял революционную литературу среди крестьян. При этом в интервью В. Г. Тану-Богаразу Пьяных говорил: «Одобряю эсеров насчет земли», но «террор отрицаю, не признаю, ибо по взглядам своим исповедую учение Христа. Бог дал человеку жизнь, ее нельзя отнять».
Богараз так характеризовал Пьяных:

Он человек весьма кроткий, с приятным лицом и тихим голосом. «Мухи не обидит», — по выражению знающих его людей. Он среднего роста, с маленькой русой бородкой и добрыми глазами, с виду очень скромный и очень аккуратный.

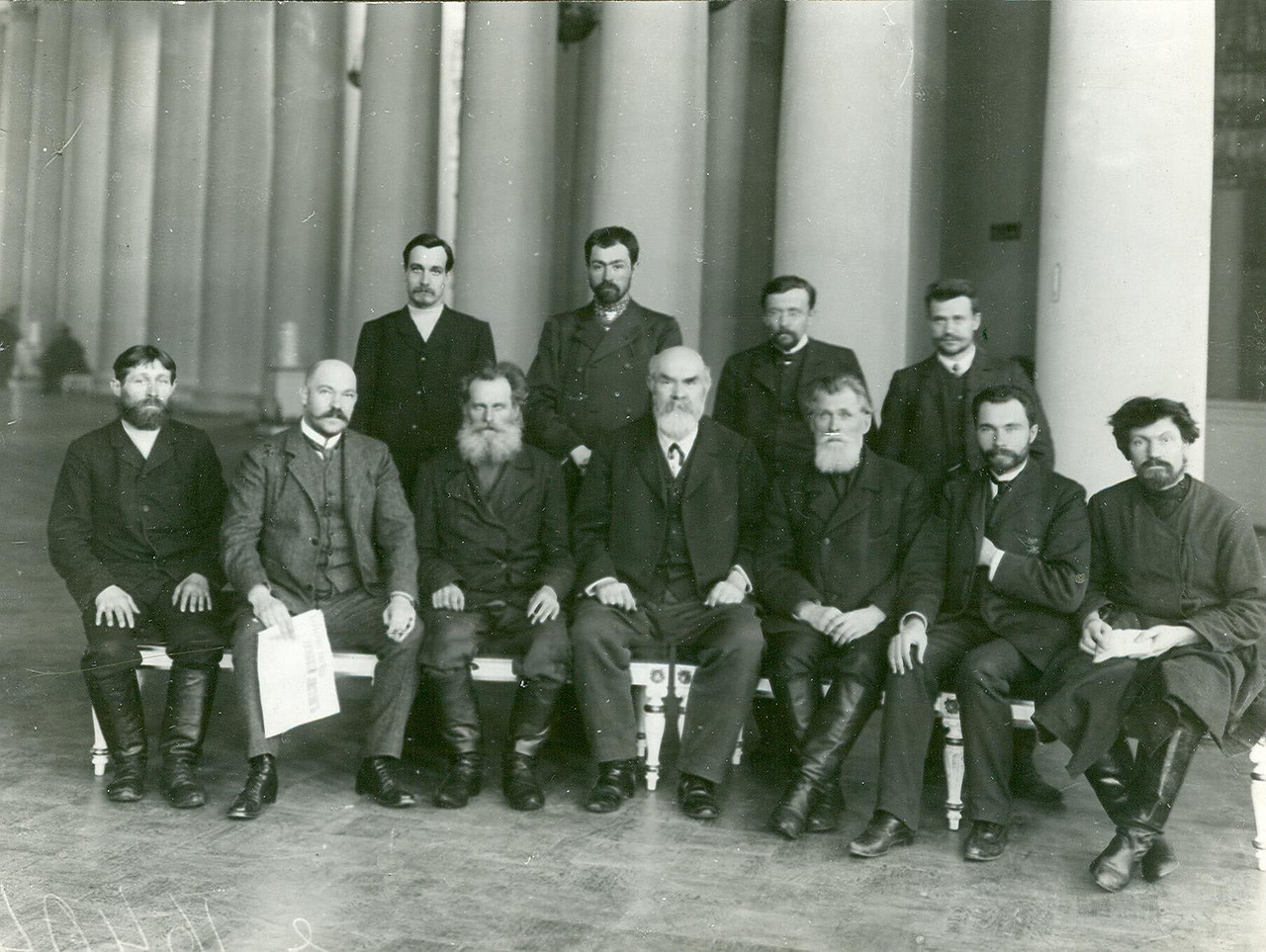
Депутаты II Государственной Думы от Курской губернии. Первый ряд — А. Е. Афанасьев, К. Ф. Тахтамиров, Н. O. Оводов, В. И. Долженков, С. И. Волков, И. Н. Мушенко, И. Е. Пьяных. Второй ряд — А. И. Русанов, П. С. Лохвицкий, Р. Я. Смирнов, Д. К. Белановский

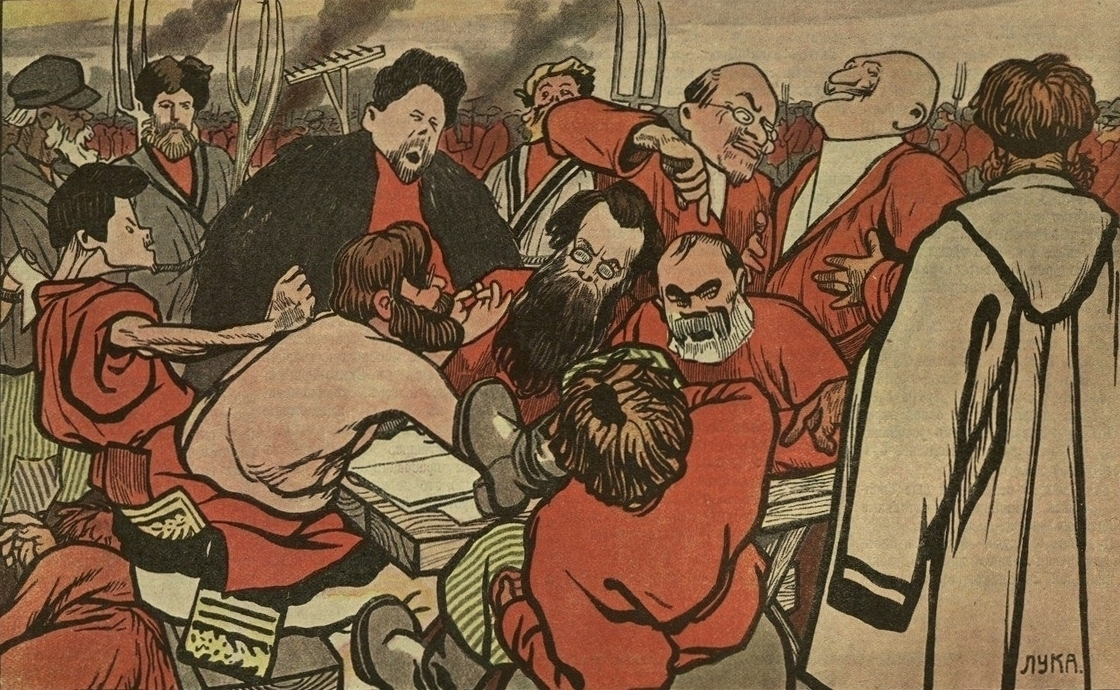
Известная карикатура «Головин пишет ответ Столыпину». И. Е. Пьяных стоит с вилами в руках слева на заднем плане, к нему обращается, вероятно, С. И. Волков. Справа — Ф. А. Головин с И. В. Гессеном. За столом, сбросив министерский мундир, сидит Н. Н. Кутлер; перед ним депутаты А. А. Кизеветтер и С. В. Нечитайло; за его спиною — Г. А. Алексинский. В бурке Н. Н. Познанский.

7 февраля 1907 года избран в Государственную думу II созыва от съезда уполномоченных от волостей Курской губернии. В Думе вошёл по одним данным во фракцию Трудовую группу, по другим — в группу Социалистов-революционеров. 7 марта 1907 на заседании Государственной Думы выступил с предложением об образовании Комиссии по продовольственной помощи населению. Участвовал в прениях по вопросам об оказании продовольственной помощи населению, а также по аграрному вопросу, поддерживал принудительное отчуждение помещичьих земель, передачу земли крестьянам бесплатно на уравнительных началах. Современные исследователи находят, что

 Оратором он был блестящим. Все речи, произнесённые с думской трибуны, готовил сам. Они были злободневны, кратки, конкретны, содержательны, ярки, просты, со ссылками на басни Крылова, Евангелие и другие популярные произведения того времени, которые он цитировал по памяти.
Подписал вместе с ещё 30 депутатами «Основные положения проекта образования местных земельных комитетов». После роспуска Думы выехал в Финляндию и в числе 15 членов думской группы социалистов-революционеров подписал воззвание «От думской группы социалистов-революционеров», осуждающее разгон думы и нарушение «Основных законов».

### Арест и приговор
Осенью 1907 года И. Е. Пьяных арестован по делу о Щигровском крестьянском союзе. Демократическая пресса окрестила это дело «делом о Щигровской республике», а Пьяных — «Президентом Щигровской республики». По этому делу проходило около 200 человек. 4 июня 1909 года 96 предстали перед Киевским военно-окружным судом, заседавшим в Курске. 22 июля 1909 суд осудил 68 обвиняемых, причём 9 человек были приговорены к смертной казни через повешение, в том числе два бывших депутата Государственной Думы, 1-й Думы — Меркулов и 2-й — Пьяных. И. Е. Пьяных был арестован одним из первых, причём вместе с несколькими членами семьи, и провёл под следствием 2 года. В начале октября 1907 года вместе с сыновьями Иваном, Дмитрием и 15-летней дочерью Ольгой Пьяных был помещён в Щигровскую тюрьму, через год переведён в Курскую. Защищал его присяжный поверенный С. Е. Кальманович. После вынесения приговора он телеграфировал Шингарёву просьбу о помощи. Шингарёв смог добиться аудиенции у Столыпина. Обстоятельства дела детально изложены Шингарёвым в показаниях Следственной комиссии Временного правительства. Пьяных обвиняли в убийстве В. Н. Тихонова, тайного агента Курского Губернского жандармского управления. По словам Шингарёва дело было так: «Заманили они этого провокатора в избу, посадили играть в карты к столу, спиной к окну, и кто-то с улицы в окно его убил. При чём было единственное показание отца убитого, будто бы сын в больнице ему сказал: „В меня стреляли сзади, я обернулся и увидел, что в меня стрелял Пьяных“». Шингарёв подчеркивал, что как врач по протоколу судебно-медицинского вскрытия может точно сказать, что Тихонов умер, не приходя в сознание, от огромной кровопотери (у него была прострелена печень и задето сердце), то есть показания его отца были несомненным оговором. После часовой беседы Столыпин всё же согласился прочесть документы по делу, в результате смертная казнь Пьяных была заменена на пожизненную каторгу.
В 1909—1914 годах отбывал наказание в Тобольской тюрьме. В 1914—1917 в Шлиссельбургской крепости. В конце 1916 и начале 1917 В. Л. Бурцев, доказывая непричастность Пьяных к убийству, возобновил в демократической прессе кампанию за его освобождение.

### После февраля 1917

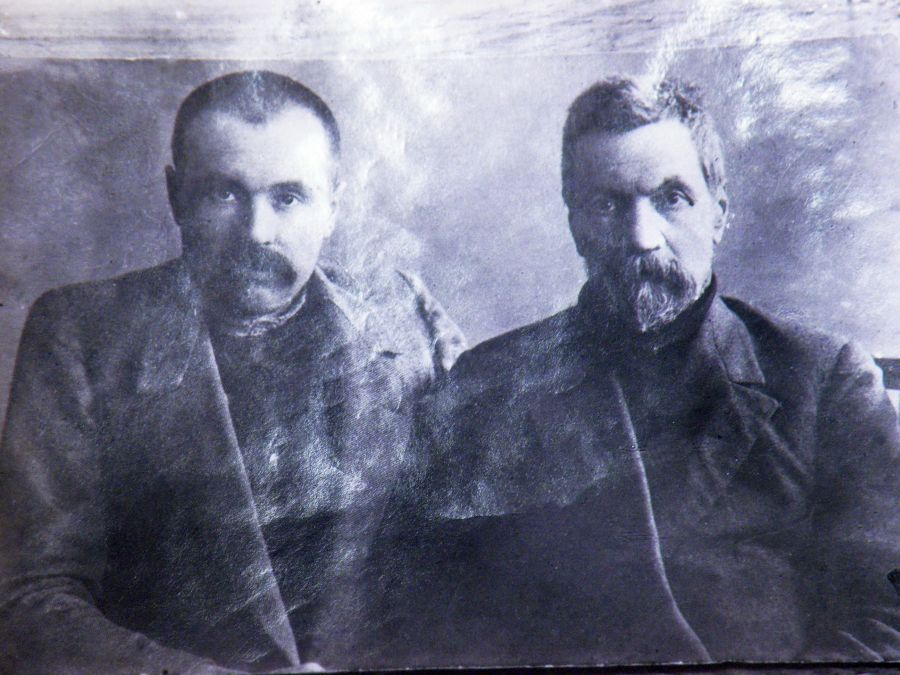
И. Е. Пьяных и его сын Иван (слева) сразу после освобождения из Шлиссельбургской крепости, март 1917.

В первый же день революции Петроградский совет рабочих депутатов принял решение об освобождении политических заключенных из Шлиссельбургской крепости. 28 февраля И. Е. Пьяных и его сын Дмитрий, отбывавший наказание с отцом, были освобождены вместе с ещё 70-ю политическими узниками. Прямо во дворе тюрьмы Пьяных произнёс речь. Ажиотаж был столь велик, что даже газета, которую И. Е. Пьяных читал в день выхода из крепости, была разыграна на аукционе. Бывший депутат Пьяных один из первых освобождённых политзаключённых выступил в Государственной Думе. 10 марта, во время его выступления в Екатерининском зале Таврического дворца, солдаты опустились перед ним на колени.
В апреле 1917 избран председателем Губернского народного совета, особого органа народовластия, возникшего в Курской губернии (инициатор его создания, А. А. Аристархов, избран заместителем Пьяных). 4—28 мая 1917 года делегат на Первом Всероссийском Съезде Советов Крестьянских Депутатов в Петрограде, избран в Исполком Всероссийского Совета крестьянских депутатов, получив при этом 688 голосов (больше него, 693 голоса, получил А. Р. Гоц, меньше — 682 голоса М. Е. Березин). В сентябре 1917 участвовал в работе Демократического совещания в Петрограде. 3 октября 1917 избран от Совета крестьянских депутатов в состав Временного совета Российской республики (Предпарламент).
Депутат Учредительного собрания от Курского избирательного округа по списку № 1 (партия эсеров). Участник единственного заседания Учредительного Собрания 5 января 1918 года. В 1919 году примыкал к группе «Народ». Поддерживал Меньшинство партии социалистов-революционеров (МПСР).
В советское время несколько раз был арестован. Однако в 1919 году Президиум ВЦИК назначил ему пожизненную персональную пенсию.
В 1920-х годах член Всесоюзного общества бывших политкаторжан и ссыльнопоселенцев.
Скончался И. Е. Пьяных накануне сплошной коллективизации, 21 февраля 1929. Он завещал себя похоронить в его собственной земле, за которую боролся всю жизнь.
Во время сталинских репрессий имя Пьяных часто возникло в обвинениях: многих арестованных в Щигровском районе в довоенное время обвиняли в связях с давно умершим революционером. Его содельник депутат первой Думы М. А. Меркулов был сначала арестован в 1930 году за «причастность» к Трудовой крестьянской партии, приговорён к высылке вместе с семьёй на Урал на 3 года с конфискацией имущества. Повторно арестован 10 февраля 1937 года и расстрелян «за участие в контрреволюционной эсеровской организации, в проведении антисоветской деятельности».
В настоящее время Васютино или Васютинка — деревня нежилая, она и во времена Первой Думы была небольшой, всего 22 двора. За околицей рядом с проселочной дорогой заброшенная могила, около неё поваленный столб, на оббитой жестью доске надпись: «Пешеход и проезжий, остановись и поклонись праху человека, отдавшему жизнь за наше счастье».

## Семья

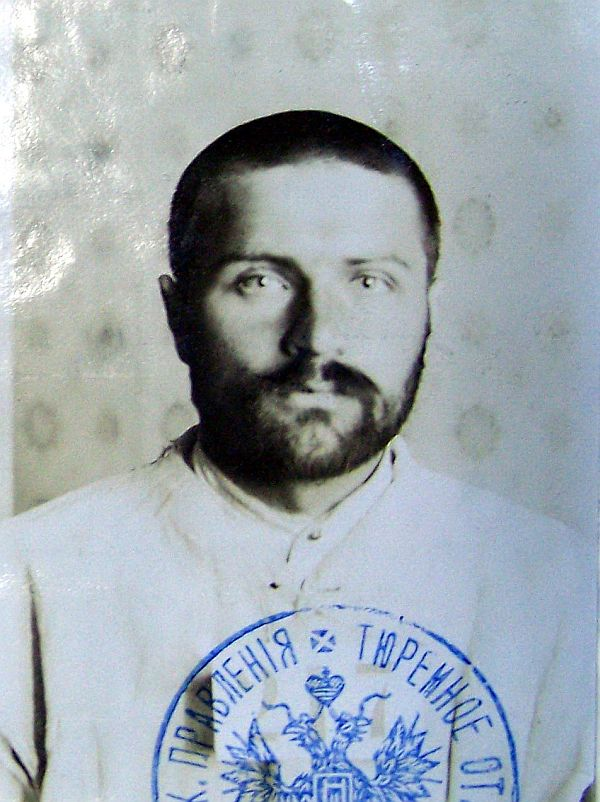
Дмитрий, тюремная фотография 1909.

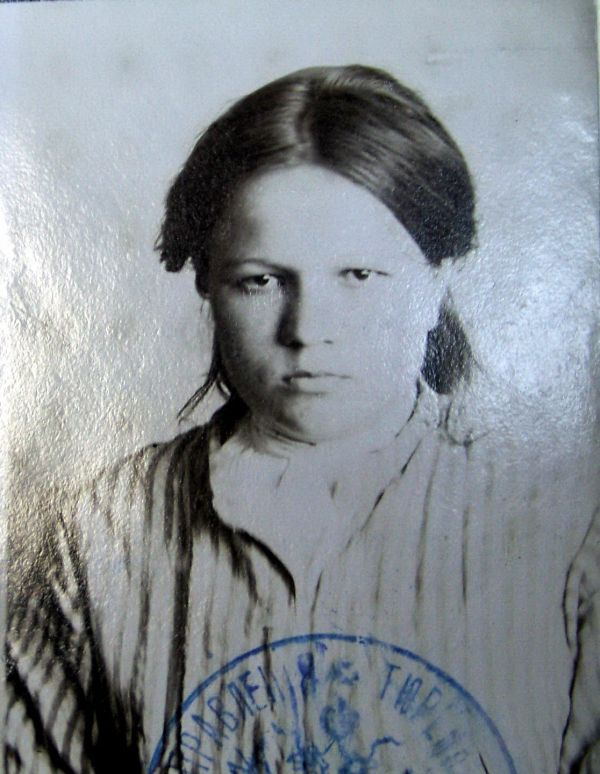
Ольга, тюремная фотография 1909.

- Жена —
  - Сын — Иван (1887[23]—1919?), осуждён вместе с отцом в 1909 году, освобожден одновременно с ним из Шлиссельбургской крепости, погиб на гражданской войне с деникинцами[22].
  - Сын — Дмитрий (1883?—1940)[c], по другим сведениям погиб под Сталинградом[22].
  - Дочь — Ольга (1892—?)[12]
  - Сын — Николай (1896—после 1961)[12], социалист-революционер[24], с 1956 по 1961 боролся за восстановление могилы отца. Но райисполком отказал, ссылаясь на отсутствие средств: «Для благоустройства могилы И. Е. Пьяных райисполкомом нет оснований». Восстановил могилу отца с помощью художника А. А. Хмелевского и односельчан на собственные средства[12].
  - И ещё четверо детей[12].

### Рекомендуемые источники
- Богараз (Тан) В. Г. Депутаты 2-й Государственной Думы: Очерки и наброски: Пьяных. // Русское богатство. 1907 № 4. С. 82-86.
- Советская деревня глазами ВЧК-ОГПУ-НКВД. Т. 1. 1918—1922. М., 1998.
- Политические партии России. Конец XIX первая треть XX века: Энциклопедия. М, 1996.
- Салтык Г. А. Судьбы эсеров Курской губернии — членов ОПК. // Всесоюзное общество политкаторжан и ссыльнопоселенцев: образование, развитие, ликвидация. 1921—1935. — М., 2004. — С. 181—196.

### Архивы
- Российский государственный исторический архив. Фонд 1278. Опись 1 (2-й созыв). Дело 356.
- Государственный архив Российской Федерации. Фонд 1807. Опись 1. Дело 304;
- Архив общества политкаторжан и ссыльнопоселенцев. Дело № 2077.
- Государственный архив Курской области. Ф. 1642. Оп.2. Д. 232. Л. 111; Ф.Р-2968. Оп.4. Д. 11. Л. 1. (Дело Щигровского крестьянского союза)

## Комментарии
1. ↑  В источниках[4][5] Васютники. Но в других источниках, в том числе в работах курских краеведов Васютино[6][7], современное название — Васютинка (см. на карте 1941 года[8]); ныне — урочище (см. на Яндекс-карте[9]) в Советском районе Курской области.
2. ↑  „Заманили“ — именно такое слово использовал Шингарёв. Из его показаний прямо не следует, что Пьяных участвовал в „заманивании“ или даже присутствовал во время той карточной игры. Но так как вместе с Пьяных были арестованы многие члены его семьи, включая 15-летнюю дочь, можно предположить, что убийство произошло в его доме.
3. ↑  В источнике дата рождения Дмитрия Пьяных приведена как 1883, что скорее всего ошибка, так как Иван был старшим[24]. В базе данных ОБД "Мемориал" сведений о гибели Дмитрия во время ВОВ нет.